# Microsania meridionalis
Microsania meridionalis is een vliegensoort uit de familie van de breedvoetvliegen (Platypezidae). De wetenschappelijke naam van de soort werd voor het eerst geldig gepubliceerd in 1960 door Albert Collart.